# أوو
أوو هي مدينة تقع في نيجريا. في يونيو 2022 وقعت مذبحة داخل كنيسة القديس فرنسيس كسفاريوس أسفرت عن مقتل 50 مصلي على الأقل.